# 邪神與廚二病少女
《小邪神飛踢》是由Yukiwo創作的日本漫畫作品，自2012年4月25日開始在Flex Comix的網路漫畫網站《COMIC Meteor》連載。電視動畫於2018年夏季播出。
2018年10月12日發表BD銷售破2000枚就製作第二期的消息。2019年1月20日，BD銷量突破2000枚，官方於同日舉辦的活動內宣佈動畫第二期製作決定的消息。第二期动畫於2020年4月6日播放。
2018年8月29日，為了紀念動畫播出，在同個網站推出由結希シュシュ作畫的衍生作品《米諾斯的牛肉100%》（ミノスのビーフ100%），並於2019年5月15日進入連載。
2020年9月30日啟動電視動畫第3期的眾籌，於眾籌開始後的33小時內達成目標金額2000萬圓，於10月1日宣布第3期製作決定，并于作品十周年的2022年播出。
2022年9月30日啟動TV動畫第4期的眾籌，眾籌每籌得3000萬日圓製作一集OVA，并計劃在眾籌后繼續通過其他方式製作完成12期，以作為第四季播出。最終籌得1億1千萬日圓，最終將製作3集OVA動畫。
2023年5月4日宣佈與熊本縣高森町合作，推出單集動畫《小邪神飛踢 世紀末篇》（日语：邪神ちゃんドロップキック【世紀末編】），已於2023年12月26日在BS日本電視台播出。

## 故事簡介
故事講述一位中二病女大學生花園百合鈴偶然從魔界召喚了惡魔小邪神，卻不知道讓小邪神回去的方法。小邪神說讓召喚者死亡就行了，於是小邪神為了回到魔界開始各種暗殺行動，然而花園百合鈴擁有徹底碾壓小邪神的強大武力，因此兩人被迫展開日常喜劇的同居生活。

## 登場人物

### 主要角色
小邪神（聲：鈴木愛奈）
本作主角。被百合鈴召喚至人間界的惡魔，魔界贵族出身，财阀家族的女儿，本名很长，据称完整念下来30分钟也念不完，形态为半人半蛇，平时光看上半身。
品行极其恶劣，为了目的会不择手段，经常讹诈别人的钱财进行各种娱乐以及购买各种道具，但因嗜赌成瘾，为了打小钢珠或者赌马会输光所有零花钱。
很少和家人聯絡，總是企圖殺死百合鈴以返回魔界，但卻每次都遭反擊而落到淒慘的下場。由于有强大的再生能力，因此即使遭受残酷的惩罚也不会死去。意外地害怕青蛙。
热爱食物，曾宣称“即使糟蹋人命也不能糟蹋食物”。擅长料理，意料之外的顧家，能做出相當美味的咖哩與馬鈴薯燉肉。
虽然是上级恶魔，但能力较弱，可以控制骰子点数，必杀技为不完整的“小邪神飞踢”，第二必杀技是“皇家哥本哈根”的拳击，在本人并不知情的情况下可以展现出空想实体化的能力。
有神经性胃炎，精神压力过大会呕吐，严重时会胃穿孔。一段时间内不食用布丁或者做坏事就会有戒断反应。
根據原作者表示，其實她的實力是屬於強悍的一方，只是百合鈴過於強大而已。
花園百合鈴（聲：大森日雅）
有點陰暗、但也有阳光的一面，是个喜欢黑魔法与恐怖电影的女大學生。住在神保町的破舊公寓，老家经营神社。有中二病，總是哥德蘿莉風格的打扮並一眼帶著眼罩。战斗力惊人，以至于被怀疑不是人类。
经常在网上购买各种武器和刑具。每次識破小邪神的陰謀或发现邪神犯下错误後，都会以血腥残忍的酷刑惩罚邪神（如腰斩、剁成肉酱、做成蛇肉刺身等），但对其他人却很和蔼。
非常討厭有人用手指指她，常因為這點把小邪神的手指折斷。
儿时的梦想是建立“百合铃王国”，成为独裁者，也想过开肉店。
因听说小邪神将美杜莎找来，在秋叶原购买了防石化手环，故不会被美杜莎石化。但手环被珀耳塞福涅2世指出毫无作用。

### 惡魔
美杜莎（聲：久保田未夢）
小邪神的惡魔朋友，蛇髮女妖（實際上只是帶著眼鏡蛇造型的髮箍），有着石化别人的能力，在人間界活動時戴著紙袋避免人類被石化，虽然石化后的人会在一定的时间内恢复。
聲音與外表都十分甜美。個性溫和，非常喜欢和重视小邪神，虽然常常被小邪神欺負、指使，借钱等，被當成寶貴的ATM，但是自己沒有太大的知覺，也会很容易的原谅小邪神。
被百合铃吐槽容易招来渣男。愤怒时会讲敬语。
米諾斯（聲：小見川千明）
小邪神的惡魔朋友，長著牛角的少女，巨乳。搬到百合鈴的隔壁居住。力量特别大，在人间靠送牛奶和在工地搬运材料维持生计，性格非常开朗乐观，喜欢工作，很受人类欢迎。年幼時與小邪神相處的狀況和美杜莎相反，時常把小邪神弄很慘，但都是無意造成的。
父亲是魔界建筑商“松屋组”的组长，但被怀疑是黑帮老大。
珀耳塞福涅2世（声：饭田里穗）
哈迪斯和珀耳塞福涅的独生女，其母为邪神酱、美杜莎和米诺斯的老师。把邪神酱、百合铃、美杜莎、米诺斯当成姐姐看待。
体质虚弱，经常佩戴防毒面具。动画中为了寻找小邪神来到人间，但基本每次都意外擦肩而过。后来与米诺斯同居。虽然体质很虚弱，但她的飞踢比小邪神更高一等。初次登场时曾打算将完整的“小邪神飞踢”传授给小邪神，但因为小邪神还需要80年才能练好而作罢。對小邪神相當毒舌。
真名是「碧可蕾塔（Picoletta）」。
遊佐（声：荒浪和沙）
冰族雪女，已成年屬於上級惡魔（冰族成年約人類15歲），实力强大，可以迅速将物体化为冰块，也可以制作刨冰，是连小邪神都忌惮的恶魔，经常在小邪神欺负妹妹浩二的时候教训小邪神。
在人间的一所酒屋工作，有事会卖刨冰。
有一位名叫查理、经营巧克力工厂的叔父。
小冰/浩二（声：寺田御子）
冰族雪女，遊佐的妹妹。因年纪小还未完全发育成人的形态，曾被小邪神招喚至人間降溫並製造剉冰以度過夏天。虽然是下级恶魔，但却能轻易打败小邪神。
冰族未成年前通稱叫「小冰」，成年後才會有自己的名字。百合铃預先給她取名“浩二”，讓姐妹名稱捏他自聲優遊佐浩二。
珀耳塞福涅（聲：小森三木）
小邪神、美杜莎、米諾斯學生時代的老師，與冥界的哈迪斯結婚，育有一女。曾经待在天界，和莉薇露是朋友。
因為魔界的教育機構的指令而在人間滯留，化名「春日井花子」在「鐵之突擊隊」孤兒院當育幼員。
全名是「春日井珀耳塞福涅」。
僵僵（聲：山下七海）
魔界中國的上級殭屍，夢想變成人類到人界。
喜歡幫助別人，力气特别大，但身体十分脆弱，生气时会丧失理智的发狂。目前正在書店打工。
蘭蘭（聲：田中美海）
魔界中國的上級殭屍，僵僵的姐姐。以前在魔界的動物園被某隻熊貓變成熊貓玩偶，現在附身在姜姜的衣服上。
被小邪神發現能靠草莓糖果暫時恢復原本的樣子。
伊庫特（聲：朝之琉璃）
魔界外西凡尼亞的吸血鬼公主，在神保町開了一間捐血中心，目的是為避免因直接攻擊人類而與天堂衝突。
高傲、任性。必殺技為「毛茸茸草莓火球」及「軟綿綿牛奶拳」，但實力比小邪神弱。
和亞特蕾的關係被小邪神認為可與自己及百合鈴相比擬。
亞特蕾（聲：長谷川玲奈）
伊庫特的家庭教師及僕人。個性溫和有禮，但常在伊庫特發脾氣時抓狂。
經常要求伊庫特切掉手指以作為對別人的陪禮。
貝特（声：M·A·O）
百合鈴和小邪神飼養的寵物，魔兽，类似于狗。實際身分為熱沃當怪獸。
恶魔A（声：遊佐浩二）
长相与巴风特相似的羊头恶魔。原作中仅在每个故事间出现，动画中经常登场进行解说。

### 天使
佩珂拉（聲：小坂井祐莉繪）
失去天使之環的天使。本來是以驅逐惡魔（小邪神與她朋友）和魔女（百合鈴）為目的而來。失去天使之環後，幾乎與一般人類無異，窮困潦倒，靠打廉价黑工维持生计，体能非常弱，常常餓肚子，住在公园的一个纸箱里。
波波隆（聲：佐佐木李子）
佩可拉過去的部下，跟柔和的外表不同相當腹黑，为了一已私欲、权利和地位欲杀害佩可拉。在打翻小邪神为佩可拉烹煮的马铃薯炖肉（也因此称呼小邪神为“土豆”、“土豆炖肉”或者“炖肉”，动画改为马铃薯咖喱）後被小邪神殴打，捆綁全身扔进大海；之後尋仇時又因為打翻小邪神買給百合鈴的杏仁豆腐，天使之環遭小邪神吃下。最终只得留在人间，化名“天使诺艾尔”（天使のえる）在一家名为“创世纪”的拉面馆打工，同时以偶像的身份活动。
皮诺（声：山田麻莉奈）
佩可拉過去的部下，擅长制作点心，受命来到人间追杀佩可拉和波波隆，被假装逃跑的波波隆摔晕，天使之环也被捏碎。失败后萌生推翻主支配天界、再毁灭魔界和人界的想法，为此留在百合铃等人居住的公寓担任管理员。
被百合铃无意中显露的实力所惊吓，一度怀疑她不是人类。平时性格温柔，但有嚴重的被害妄想症，害怕自己的失败会被莉薇露处决，需要靠药物（动画中改为波子汽水糖）缓解症状。
莉薇露（聲：花井美春）
佩可拉、波波隆、皮诺在天界的主人。現在是小女孩的樣子，在人界的「鐵之突擊隊」孤兒院生活。因為小女孩的身體無法隨意使用力量，但也大到了小邪神惹不起的程度。曾被百合铃的拳頭命中而住院。跟珀耳塞福涅是過去天界的友人。

### 人類
橘芽依（声：原奈津子）
秋葉原万岁桥警察署的女警，經常會做出不像是警察的異常舉動。
心理扭曲，喜欢各种各样稀奇的东西，非常喜欢小邪神，一开始以偷走了她的心为由将小邪神抓捕，把小邪神稱为“大蛇丸”。也曾因觉得过于可爱而绑架了浩二。
漫画中因害怕失去存在感，被其他人气人物代替和遊佐一起成立了“反叛联盟”。
棚橋（声：稻葉和彦）
佩可拉打工时经常遇到的人。称呼佩可拉为“打工的”。
初音未來（声：藤田咲）
第三季第一集登場，客串角色。

## 出版書籍
| 冊數 | Flex Comix     | Flex Comix             | 青文出版社     | 青文出版社                                            |
| 冊數 | 發售日期       | ISBN                   | 發售日期       | ISBN / EAN                                            |
| ---- | -------------- | ---------------------- | -------------- | ----------------------------------------------------- |
| 1    | 2014年5月12日  | ISBN 978-4-59-385777-7 | 2019年1月31日  | ISBN 978-986-356-788-2 EAN 471-8016-03595-9（限定版） |
| 2    | 2014年6月12日  | ISBN 978-4-59-385780-7 | 2019年4月11日  | ISBN 978-986-356-862-9 EAN 471-8016-03596-6（限定版） |
| 3    | 2014年12月12日 | ISBN 978-4-59-385796-8 | 2019年8月1日   | ISBN 978-986-512-006-1 EAN 471-8016-03624-6（限定版） |
| 4    | 2015年6月12日  | ISBN 978-4-59-385807-1 | 2019年11月1日  | ISBN 978-986-512-076-4 EAN 471-8016-03688-8（限定版） |
| 5    | 2015年12月10日 | ISBN 978-4-59-385823-1 | 2019年12月12日 | ISBN 978-986-512-155-6 EAN 471-8016-03706-9（限定版） |
| 6    | 2016年6月9日   | ISBN 978-4-59-385835-4 | 2020年4月22日  | ISBN 978-986-512-289-8 EAN 471-8016-03769-4（限定版） |
| 7    | 2016年12月9日  | ISBN 978-4-59-385850-7 | 2020年10月22日 | ISBN 978-986-512-557-8                                |
| 8    | 2017年6月9日   | ISBN 978-4-59-385863-7 | 2021年5月6日   | ISBN 978-986-512-710-7                                |
| 9    | 2017年12月9日  | ISBN 978-4-59-385875-0 |                |                                                       |
| 10   | 2018年6月9日   | ISBN 978-4-86-675015-6 |                |                                                       |
| 11   | 2018年8月8日   | ISBN 978-4-86-675022-4 |                |                                                       |
| 12   | 2019年4月12日  | ISBN 978-4-86675-050-7 |                |                                                       |
| 13   | 2019年10月12日 | ISBN 978-4-86675-079-8 |                |                                                       |
| 14   | 2020年4月11日  | ISBN 978-4-86675-103-0 |                |                                                       |
| 15   | 2020年6月12日  | ISBN 978-4-86675-111-5 |                |                                                       |
| 16   | 2020年12月11日 | ISBN 978-4-86675-131-3 |                |                                                       |
| 17   | 2021年6月11日  | ISBN 978-4-86675-152-8 |                |                                                       |
| 18   | 2021年12月10日 | ISBN 978-4-86675-180-1 |                |                                                       |
| 19   | 2022年6月10日  | ISBN 978-4-86675-223-5 |                |                                                       |
| 20   | 2022年12月12日 | ISBN 978-4-86675-256-3 |                |                                                       |
| 21   | 2023年5月12日  | ISBN 978-4-86675-286-0 |                |                                                       |
| 22   | 2023年12月12日 | ISBN 978-4-86675-326-3 |                |                                                       |
| 23   | 2024年6月12日  | ISBN 978-4-86675-358-4 |                |                                                       |
| 24   | 2024年12月12日 | ISBN 978-4-86675-396-6 |                |                                                       |
| 25   | 2025年6月13日  | ISBN 978-4-86675-440-6 |                |                                                       |

《米諾斯的牛肉100%》
| 冊數 | Flex Comix    | Flex Comix             |
| 冊數 | 發售日期      | ISBN                   |
| ---- | ------------- | ---------------------- |
| 1    | 2020年4月11日 | ISBN 978-4-86675-101-6 |

## 電視動畫

### 製作團隊
- 原作：[15]
- 製作總指揮：夏目公一朗
- 監督：佐藤光
- 系列構成：筆安一幸
- 劇本：筆安一幸、村上桃子
- 人物設計、總作畫監督：古賀誠
- 美術監督：高木佐和子
- 色彩設計：野口幸惠
- 特殊效果：Team taniguchi
- 攝影監督：東郷香澄
- 編輯：武宮睦
- 音響監督：今泉雄一
- 音樂：栗原悠希、神馬譲
- 製作人：高木隆行、五十嵐和樹、大森慎司、野淵大輔、渡邉亜依、白井有希子、本間裕之
- 動畫製作人：大澤明彦
- 動畫製作：NOMAD
- 主要製作：dangan
- 製作：小邪神飛踢製作委員會

### 主題曲
第一期
片頭曲
作詞、作曲、編曲：Agasa.K
主唱：邪神★Girls［邪神（鈴木愛奈）、花園百合鈴（大森日雅）、梅杜莎（久保田未夢）、佩可拉（小坂井祐莉繪）、米諾斯（小見川千明）、波波隆（佐佐木李子）、普西芬妮2世（飯田里穗）］
片尾曲「Home Sweet Home!」
作詞、主唱：三浦祐太朗，作曲：前山田健一
插入曲
（第10話）
作詞、作曲：NAKO，編曲：MEG.ME，主唱：波波隆（佐佐木李子）
「神保町哀歌」（第11話）
作詞：筆安一幸，作曲：栗原悠希，編曲：神馬譲，主唱：邪神（鈴木愛奈）
「tell you,tell me」（第12話）
作詞、作曲、編曲：毛蟹，主唱：佐佐木李子
第二期
片頭曲
主唱：halca
作詞：宮嵨順子，作曲：原一博，編曲：川崎智哉
片尾曲「Love Satisfaction」
主唱：ZAMB
作詞：图画泉美，作曲：木田龍也，編曲：木田龍也、GAK、長戶大幸
第三期
片頭曲
主唱：halca
作詞：田淵智也，作曲：林直大、田淵智也，編曲：林直大
第12話用作插曲
片尾曲
（第1話－第8話、第10話－第12話）
主唱：花譜×可不
作詞：祭日ハネダ，作曲、編曲：HiFi-P
（第9話）
主唱：邪神醬（鈴木愛奈）＆初音未來
作詞、作曲、編曲：キノシタ

### 各話列表
| 話數                      | 劇本     | 分鏡                | 演出                               | 作畫監督 |
| 第1期                     | 第1期    | 第1期               | 第1期                              | 第1期 |
| ------------------------- | -------- | ------------------- | ---------------------------------- | --- |
| 第一話                    | 筆安一幸 | 佐藤光              | 佐藤光                             | 古賀誠、代見裕美                                                                                            |
| 第二話                    | 筆安一幸 | 菊池聰延            | 菊池聰延                           | 菊池聰延、岡野力也                                                                                          |
| 第三話                    | 筆安一幸 | 矢野孝典            | 矢野孝典                           | 佐藤義久、西村彩 櫻井、服部一郎                                                                             |
| 第四話                    | 筆安一幸 | 山田浩之            | 藤代和也                           | 河西睦月、金正男 藤田子                                                                                     |
| 第五話                    | 筆安一幸 | 山田卓              | 山田卓                             | 北原章雄、代見裕美 勝谷遥、森悦史                                                                           |
| 第六話                    | 村上桃子 | 角地拓大            | 角地拓大                           | 古賀誠、代見裕美 菊池聰延、岡野力也 佐藤義久                                                                |
| 第七話                    | 村上桃子 | 永居慎平            | 永居慎平                           | 藤田子 |
| 第八話                    | 村上桃子 | 永居慎平            | 佐佐木達也                         | 河西睦月、Hong ein soo                                                                                      |
| 第九話                    | 村上桃子 | 永居慎平            | 北原章雄、山田卓                   | 北原章雄、代見裕美 佐藤義久、勝谷遥 中島大智、森悦史                                                        |
| 第十話                    | 筆安一幸 | 花井宏和            | 松村樹里亞                         | 西村彩、藤田子                                                                                              |
| 第十一話                  | 筆安一幸 | 後信治              | 佐藤光                             | 岡野力也、代見裕美 細田沙織、山田雄一郎 簾畑由實、森悦史                                                    |
| 第十二話 （僅限網路配信） | 筆安一幸 | 菊池聪延            | 菊池聪延                           | 菊池聪延、山本真嗣 藤田子、岡野力也 山口菜、勝谷遥                                                          |
| 第2期                     |          |                     |                                    | |
| 第一話                    | 筆安一幸 | 佐藤光              | 矢野孝典                           | 代見裕美、藤田子                                                                                            |
| 第二話                    | 筆安一幸 | 山田浩之            | 小野田雄亮                         | 河西睦月 |
| 第三話                    | 筆安一幸 | 永居慎平 佐藤光     | 佐佐木達也                         | Hong Yu-Nu Lee Young-Mi 張紹偉                                                                              |
| 第四話                    | 村上桃子 | 山田卓              | 山田卓                             | 北原章雄、佐藤義久 勝谷遥、平田                                                                             |
| 第五話                    | 筆安一幸 | 山田浩之            | 小野田雄亮                         | 河西睦月 |
| 第六話                    | 村上桃子 | 山田浩之            | 山田卓                             | 石橋友紀恵、宇佐美翔平 柳瀨譲二                                                                             |
| 第七話                    | 村上桃子 | 愛敬亮太 中山奈緒美 | 矢野孝典                           | 藤田子、山口菜                                                                                              |
| 第八話                    | 村上桃子 | 角地拓大            | 角地拓大                           | 北原章雄、岡野力也 島袋智和、山田雄一郎 平田                                                                |
| 第九話                    | 筆安一幸 | 山田浩之            | 峯友則                             | 袴田裕二、田中小百合 服部一郎、武内啓 Jeon Jong Min Han Hyeon Ji                                            |
| 第十話                    | 筆安一幸 | 佐藤光              | 矢野孝典                           | 古賀誠、代見裕美 菊池聰延、岡野力也 藤田子、山口菜 平田、謝宛倩                                             |
| 第十一話                  | 筆安一幸 | 佐藤光              | 佐藤光                             | 代見裕美、藤田子 岡野力也                                                                                   |
| 第十二話                  | 村上桃子 | 佐藤光              | 杉田卓、佐藤光 矢野孝典 (演出輔佐) | 岡野立也、佐藤義久 菊池聰延、藤田真理子 北原章雄、杉山直輝 島袋智和                                         |
| 第3期                     |          |                     |                                    | |
| 第一話                    | 筆安一幸 | 山田卓              | 山田卓                             | 藤田子 |
| 第二話                    | 村上桃子 | 永居慎平            | 大久保亮                           | Kim suho、杉山直輝                                                                                          |
| 第三話                    | 村上桃子 | 花岡佑大            | 花岡佑大                           | 勝谷遙、山口菜 山本真嗣、三木萌子                                                                           |
| 第四話                    | 村上桃子 | 中山奈緒美          | 小野田雄亮                         | 河西睦月 |
| 第五話                    | 村上桃子 | 小松一人            | 中川聰                             | 新村杏子、平野太朗 藤田子、渡部由紀子                                                                       |
| 第六話                    | 村上桃子 | 西森章              | 岩田義彥                           | 藤田正幸、輿石曉 花輪美幸、柄谷綾子 飯飼一幸、渡部由紀子 新村杏子、楊彤琤 周婧、黃華 無錫花貓動畫、麥冬映畫 |
| 第七話                    | 筆安一幸 | 菊池聰延            | 菊池聰延                           | 藤田子 |
| 第八話                    | 筆安一幸 | 西森章              | 京極龍矢                           | 大梶博之、福岡 德田夢之介                                                                                   |
| 第九話                    | 筆安一幸 | 山田卓              | 山田卓                             | 新村杏子、渡部由紀子 加野晃、松本勝次 澀谷勤、JFK 無錫櫻花動畫                                              |
| 第十話                    | 村上桃子 | 朝岡卓矢            | 岩田義彥                           | 川邊雄介、坪田慎太郎                                                                                        |
| 第十一話                  | 村上桃子 | 田中雄一            | 小野田雄亮                         | 河西睦月、澤口裕也 伊能章博                                                                                 |
| 第十二話                  | 村上桃子 | 小松一人            | 矢野孝典                           | 古賀誠、藤田子 山本真嗣、勝谷遙 清澤唯人、新村杏子 青野厚司、輿石曉 櫻井拓郎、松本勝次 JFK                  |

### 藍光與DVD
| 卷數  | 發售日期       | 收錄話數      | 規格編號  | 規格編號  |       |
| 卷數  | 發售日期       | 收錄話數      | 藍光版    | DVD版     |       |
| 第1期 | 第1期          | 第1期         | 第1期     | 第1期     | 第1期 |
| ----- | -------------- | ------------- | --------- | --------- | ----- |
| 上    | 2018年10月29日 | 第1話－第6話  | SMPX-0001 | SMPB-0003 |       |
| 下    | 2018年11月26日 | 第7話－第12話 | SMPX-0002 | SMPB-0004 |       |
| 第2期 |                |               |           |           |       |
| 1     | 2020年8月5日   | 第1話－第4話  | HPXR-614  |           |       |
| 2     | 2020年9月2日   | 第5話－第8話  | HPXR-615  |           |       |
| 3     | 2020年10月2日  | 第9話－第12話 | HPXR-616  |           |       |
| 第3期 |                |               |           |           |       |
| 上    | 2022年10月21日 | 第1話－第6話  | HPXR-1937 |           |       |
| 下    | 2022年11月18日 | 第7話－第12話 | HPXR-1938 |           |       |

### 播放電視台

#### 第一期
| 播放日期               | 播放時間                        | 播放電視台     | 播放地區       | 備註                                  |
| ---------------------- | ------------------------------- | -------------- | -------------- | ------------------------------------- |
| 2018年7月10日－9月18日 | 星期二 0:00－0:30（星期一深夜） | BS富士         | 日本全國       | 參與製作 / BS放送 「ANIME GUILD」节目 |
|                        | 星期二 1:05－1:35（星期一深夜） | TOKYO MX       | 東京都         |                                       |
|                        | 星期二 1:30－2:00（星期一深夜） | SUN電視台      | 兵庫縣         |                                       |
| 2018年7月11日－9月19日 | 星期三 2:45－3:15（星期二深夜） | 琵琶湖放送     | 滋賀縣         |                                       |
| 2018年7月12日－9月20日 | 星期四 0:00－0:30（星期三深夜） | 栃木電視台     | 栃木縣         |                                       |
|                        | 星期四 2:20－2:50（星期三深夜） | 三重電視台     | 三重縣         |                                       |
| 2018年7月13日－9月21日 | 星期五 21:30－22:00             | AT-X           | 日本全國       | CS放送 / 重播                         |
| 2018年7月14日－9月22日 | 星期六 1:00－1:30（星期五深夜） | 千葉電視台     | 千葉縣         |                                       |
| 2018年7月16日－9月24日 | 星期一 1:45－2:15（星期日深夜） | 北海道文化放送 | 北海道         | 參與製作                              |
|                        | 星期一 2:00－2:30（星期日深夜） | 西日本放送     | 香川縣、岡山縣 |                                       |

網路上由亞馬遜影片於同年7月9日日本时间22時起开始全世界（除中国大陆）配信，中国大陆地区由Bilibili于同日北京时间23时起配信。

#### 第二期
| 播放日期               | 播放時間                         | 播放電視台     | 播放地區       | 備註                                 |
| ---------------------- | -------------------------------- | -------------- | -------------- | ------------------------------------ |
| 2020年4月6日 - 6月22日 | 星期一 22:30－23:00              | AT-X           | 日本全国       | CS放送 / 有重播                      |
| 2020年4月7日 - 6月23日 | 星期二 0:30－1:00（星期一深夜）  | 群馬電視台     | 群馬縣         |                                      |
|                        |                                  | 栃木电视台     | 栃木縣         |                                      |
|                        | 星期二 1:15 - 1:45（星期一深夜） | TOKYO MX       | 東京都         |                                      |
|                        | 星期二 1:30 - 2:00（星期一深夜） | SUN電視台      | 兵庫縣         |                                      |
| 2020年4月8日－6月24日  | 星期三 0:30－1:00（星期二深夜）  | BS富士         | 日本全國       | 參與製作 / BS放送「ANIME GUILD」节目 |
|                        | 星期三 1:50－2:20（星期二深夜）  | 北海道文化放送 | 北海道         | 參與製作                             |
| 2020年4月9日－6月25日  | 星期四 1:00－1:30（星期三深夜）  | 千葉電視台     | 千葉縣         |                                      |
| 2020年4月11日－6月26日 | 星期六 1:55－2:25（星期五深夜）  | 山口電視台     | 山口縣         |                                      |
| 2020年4月13日－6月28日 | 星期一 2:00－2:30（星期日深夜）  | 西日本放送     | 香川縣、岡山縣 |                                      |
| 2020年5月8日－8月7日   | 星期五 1:00－1:30（星期四深夜）  | 長崎電視台     | 長崎縣         |                                      |

| 播放地区             | 播放平台           | 播放日期     | 備註               |
| -------------------- | ------------------ | ------------ | ------------------ |
| 日本                 | Amazon Prime Video | 2020年4月6日 | 一次性公开所有集数 |
| 中国大陆             | bilibili（簡）     | 2020年4月6日 | 一次性公开所有集数 |
| 港澳台及其他亚洲地区 | bilibili（繁）     | 2020年4月6日 | 一次性公开所有集数 |
| 上述區域以外地區     | Crunchyroll        | 2020年4月6日 | 一次性公开所有集数 |

#### 第三期
| 播放日期               | 播放時間                         | 播放電視台     | 播放地區 | 備註                                      |
| ---------------------- | -------------------------------- | -------------- | -------- | ----------------------------------------- |
| 2022年7月6日 - 9月21日 | 星期三 2:05－2:35（星期二深夜）  | 東京電視台     |          |                                           |
| 2022年7月7日 - 9月22日 | 星期四 0:30－1:00（星期三深夜）  | BS日本         | 日本全國 | 參與製作 / BS放送「アニメにむちゅ～」节目 |
|                        | 星期四 1:40 - 2:10（星期三深夜） | 北海道文化放送 | 北海道   | 參與製作                                  |
| 2022年7月8日－9月23日  | 星期五 0:30－1:00（星期四深夜）  | BS富士         | 日本全國 | 參與製作 / BS放送 「ANIME GUILD」节目     |
|                        | 星期五 22:00－22:30              | AT-X           | 日本全國 | CS放送/字幕放送/リピート放送あり          |
| 2022年7月15日－9月30日 | 星期五 2:05－2:35（星期四深夜）  | 長崎電視台     | 長崎縣   | 參與製作                                  |

| 播映地區         | 播映平台 | 播映日期     | 播映時間              | 備註   |
| ---------------- | -------- | ------------ | --------------------- | ------ |
| 香港、澳門、台灣 | bilibili | 2022年7月6日 | 星期二 22:00（UTC+8） | [ 19 ] |

## 外部連結
- 原作連載頁面 （页面存档备份，存于）（日語）
- 電視動畫《小邪神飛踢》官方網站 （页面存档备份，存于）（日語）
- 電視動畫《小邪神飛踢》官方的X（前Twitter）（日語）